# Zakrzew (Lublino)
Zakrzew è un comune rurale polacco del distretto di Lublino, nel voivodato di Lublino.
Ricopre una superficie di 75,38 km² e nel 2004 contava 3 297 abitanti.